# Astragalus maritimus
Astragalus maritimus är en ärtväxtart som beskrevs av Giuseppe Giacinto Moris. Astragalus maritimus ingår i släktet vedlar, och familjen ärtväxter. Inga underarter finns listade i Catalogue of Life.